# Сауэ (деревня)
Са́уэ (эст. Saue), в 1976—2014 годах Ка́нама (эст. Kanama) — деревня в волости Саку уезда Харьюмаа, Эстония.

## География и описание
Расположена в северной части Эстонии, в 4 км к юго-западу от Таллина. На севере граничит с деревней Яльгимяэ, на юге — с Рахула, на востоке — с Юкснурме. Высота над уровнем моря — 44 метра.
Климат — умеренный. Официальный язык — эстонский. Почтовый индекс — 76405.

## Население
По данным переписи населения 2021 года, в Сауэ насчитывалось 163 жителя, из них 155 (95,1 %) — эстонцы.
По данным переписи населения 2011 года, в деревне проживали 114 человек, из них 109 (95,6 %) — эстонцы.
Численность населения деревни Сауэ по данным переписей населения:
| Год  | 1959 | 1970 | 1979 | 1989 | 2000 | 2011  | 2021  |
| ---- | ---- | ---- | ---- | ---- | ---- | ----- | ----- |
| Чел. | 122  | ↘ 86 | ↗ 92 | ↘ 63 | ↗ 80 | ↗ 114 | ↗ 163 |

## История
Первые упоминания, относящиеся к деревни датируются 1505 годом, когда здесь находился хутор Kannenmecki. В 1548 году здесь были корчма и почтовая станция (упоминаются под названием Sawne). В 1976—2014 годах деревня называлась Канама для того, чтобы избежать повтора с городом Сауэ, но местные жители добились возвращения исторического названия, и с 12 мая 2014 года деревня называется Сауэ.
В 1980 году по проекту ленинградского филиала ГипроДорНИИ, на пересечении шоссе Таллин—Пярну и таллинской окружной дороги, которое находится на территории деревни, был построен виадук Канама, являвшийся образцом советской дорожной архитектуры XX века. 13 ноября 2024 года виадук Канама взорвали в целях демонтажа, для постройки нового виадука, рассчитанного под более высокие нагрузки.